# Inga calanthoides
Inga calanthoides är en ärtväxtart som beskrevs av Gerda Jane Hillegonda Amshoff. Inga calanthoides ingår i släktet Inga och familjen ärtväxter. IUCN kategoriserar arten globalt som sårbar. Inga underarter finns listade i Catalogue of Life.